# François Leclerc du Tremblay

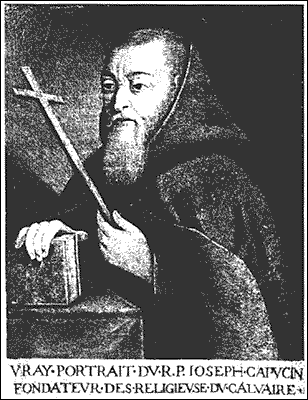
Père Joseph

François Leclerc du Tremblay beter bekend als (le) Père Joseph (Parijs, 4 november 1577 - Rueil, 18 december 1638) was een Franse kapucijner monnik.
Hij was de oudste zoon van Jean Leclerc du Tremblay, voorzitter van de Chambre de requêtes van het Parlement van Parijs en Marie Motier de Lafayette, diens echtgenote. Zijn broer Charles Leclerc du Tremblay was gouverneur van de Bastille. 
In 1617 zette hij samen met Antoinette d'Orléans-Longueville een heden ten dage nog immer bestaande Benedictijner congregatie van Calvari op.
Hij was vele jaren de biechtvader van Kardinaal de Richelieu. Hierdoor had hij op de achtergrond zeer veel invloed, ondanks dat hij formeel geen macht had. Hij was een zogenaamde grijze eminentie (Éminence grise).
Hij leed een eerste herseninfarct in de lente van 1638 en stierf enkel na een tweede herseninfarct in december. Kardinaal de Richelieu schreef hierover: "Ik verlies mijn troost en mijn enige toeverlaat, mijn vertrouweling en mijn steun." Vervolgens werd Mazarin de biechtvader van Richelieu.